# Barotac Nuevo
Barotac Nuevo (Bayan ng Barotac Nuevo) är en kommun i Filippinerna. Kommunen ligger på ön Panay, och tillhör provinsen Iloilo. Folkmängden uppgår till 45 804 invånare.

## Barangayer
Barotac Nuevo är indelat i 29 barangayer.
| - Acuit - Agcuyawan Calsada - Agcuyawan Pulo - Bagongbong - Baras - Bungca - Cabilauan - Cruz - Guintas - Igbong - Ilaud Poblacion - Ilaya Poblacion - Jalaud - Lagubang - Lanas | - Lico-an - Linao - Monpon - Palaciawan - Patag - Salihid - So-ol - Sohoton - Tabuc-Suba - Tabucan - Talisay - Tinorian - Tiwi - Tubungan |